# Mikołaj Purcz ze Ściborza
Mikołaj ze Ściborza zwany Purcz – kasztelan bydgoski w latach 1378–1399 r., starosta Kujaw Inowrocławskich z ramienia Władysława Opolczyka przed 1391 r.
Pisał się ze Ściborza – wsi pod Inowrocławiem. Był synem Mościca ze Ściborza.
Po raz pierwszy jest wymieniony w 1382 r. w dokumencie wystawionym przez księcia Władysława Opolczyka w Inowrocławiu. Wraz z nim wymieniono: Piotra Malochę – starostę bydgoskiego, Włodzimierza – podczaszego i Jaśka – skarbnika i kanclerza księcia.
Awansował na kasztelanię bydgoską z ramienia księcia Władysława Opolczyka.
Posiadał brata Andrzeja – podczaszego inowrocławskiego oraz Ścibora – wielmożę węgierskiego.
Często przebywał na dworze węgierskim, w latach 1389–1392, 1395, 1396–1397, biorąc prawdopodobnie udział w wojnie przeciwko Turkom. Cieszył się również zaufaniem króla Władysława Jagiełły, który pozostawił go na urzędzie w momencie przejęcia ziemi bydgoskiej od Opolczyka (1392)
6 maja 1399 r. jako kasztelan bydgoski znalazł się w gronie testatorów na dokumencie wystawionym przez Władysława Jagiełłę w Inowrocławiu.
Złożył urząd w tym samym 1399 r., po czym udał się na Węgry w celu objęcia swych rozległych dóbr. Walczył w bitwie pod Grunwaldem po stronie Polski. Razem ze swoim bratem Ściborem ze Ściborzyc łagodził liczne konflikty między Władysławem Jagiełłą a Zygmuntem Luksemburczykiem. Zmarł przed 1411 r.
Mikołaj ze Ściborza herbu Ostoja ożeniony był z Krzemką, córką Krzesława z Łowiczek herbu Łabędź, miecznika gniewkowskiego. Z tego małżeństwa zrodziło się dwóch synów: Ścibor z Rożnatowa i Mikołaj Szarlejski, wojewoda inowrocławski i brzesko-kujawski, przywódca armii Związku Pruskiego.